# 류큐땃쥐
류큐땃쥐 또는 오리땃쥐(Crocidura orii)는 땃쥐과에 속하는 포유류의 일종이다. 일본의 토착종이다. 서식지 감소로 위협을 받고 있다.